# Огрезеа (Арђеш)
Огрезеа (рум. Ogrezea) насеље је у Румунији у округу Арђеш у општини Сталпени. Oпштина се налази на надморској висини од 393 m.

## Становништво
Према подацима из 2002. године у насељу је живело 461 становника, од којих су сви румунске националности.